# Eustathius Köten
Eustathius Köten (* 9. April 1655 in Hamburg; † 18. November 1728 ebenda) war ein deutscher evangelisch-lutherischer Geistlicher.

## Herkunft und Familie
Köten wurde als Sohn des Hutmachers und Oberalten Christian Köten († 1697) in Hamburg geboren. Köten war mit Elisabeth Grasmüller († 1717) verheiratet. Eine Tochter aus dieser Ehe, Christina Eustachia Köten († 1738), heiratete 1729 den Kaufmann und Oberalten im Kirchspiel Sankt Nikolai Johann Dieterich Cordes (1677–1757) und war Mutter des Ratsherrn Johann Diederich Cordes (1730–1813).

## Leben und Wirken
In Hamburg geboren, studierte Köten nach seiner Schulbildung an der Universität Wittenberg. Er hielt unter Christian Röhrensee eine Disputation und schloss am 28. April 1680 sein Studium als Magister der Philosophie ab. Am selben Tag hielt Henning Klippe unter Köten eine Disputation.
Er kehrte zurück nach Hamburg und wurde hier am 26. Mai 1680 unter die Kandidaten des Hamburger Ministeriums aufgenommen. Im Jahr 1681 bereiste Köten Deutschland, Holland, England, Frankreich und Brabant. Nach seiner Rückkehr wurde er am 17. Juni 1683 zum Prediger an der Hauptkirche Sankt Michaelis gewählt und am 10. Juli 1683 von dem Hauptpastor Georg Hacke in sein Amt eingeführt. Köten stieg zum Archidiakon auf und verwaltete dieses Amt bis zu seinem Tod im Jahr 1728.

## Werke (Auswahl)
- Disputatio de poena innocentis. Henckel, Wittenberg 1680 (Digitalisat auf den Seiten der Bayerischen Staatsbibliothek).